# 清朝国歌
清朝訂定國歌起源於19世紀末、20世纪初。19世紀後期至20世紀初，清朝曾先後使用《普天樂》、《李中堂樂》、《頌龍旗》作為其半官方國歌或代國歌。1911年，清政府將《鞏金甌》定為國歌，成为中国历史上第一首正式國歌。不過6天後辛亥革命便爆發，所以《鞏金甌》沒有流行起來。

## 《普天乐》、《華祝歌》
關於「普天樂」與「華祝歌」是否同一首歌，曾有不少争论。后世整理史料发现，《普天乐》和《華祝歌》无论是曲调还是歌词都完全不同，应为两首歌曲。
1878年（光绪四年），清朝外交官曾纪泽出使英、法，两年后又兼任驻俄公使，谱写了名叫《普天乐》的歌曲，并作为“国乐”的草案上呈朝廷，但没有得到朝廷的批准，不过在海外已被当作国歌来演奏。节奏过于缓慢，经常受到批评。《普天乐》完整歌词已不可考，但其中包含了“一统旧江山，亚细亚文明古国四千年！最可叹：犹太、印度与波兰，亡国恨，谈之心寒！”之类的词句，有救亡图存之意涵。
光緒九年（1883年）至十年（1884年）的《曾紀澤日記》里曾記述作「國調」詞譜，名「華祝歌」。具体歌词如下：
| 圣天子 奄有神州 声威震五洲 德泽敷于九有 延国祚 天长地久 和祥臻富庶 百谷尽有秋 比五帝 迈夏商周 梯山航海 万国献厥共球 |

## 《李中堂乐》
1896年（光绪二十二年），清政府派遣北洋大臣、直隶总督李鸿章以外交特使的身份赴西欧和俄罗斯访问，因为要在欢迎仪式上演奏来宾的国歌，所以找了王建的《宫词一百首》中的一首加以改编，配以家乡安徽庐剧中的“倒七戏”配乐《茉莉花》，临时作为国歌（一说在唱国歌的场合直接唱庐剧唱段）。后来成为清朝对外场合之代国歌，称《李中堂乐》。
| 金殿當頭紫閣重，仙人掌上玉芙蓉， 太平天子朝元日，五色雲車駕六龍。 |

## 《颂龙旗》
1906年（光绪三十二年），大清帝国陆军部成立，谱制了一首陆军军歌《颂龙旗》，清朝官员们就用这首军歌权代国歌。
| 於斯萬年，亞東大帝國！ 山嶽縱橫獨立幟，江河漫延文明波； 四百兆民神明冑，地大物產博。 揚我黃龍帝國徽，唱我帝國歌！ |

注1：歌詞裏面的“兆”表示一百萬。
注2：在奥地利维也纳的一位留学生任彬，从当地图书馆中找到的第一句歌词是“于万斯年”，由于“于斯万年”及“于万斯年”在古文中都有此讲法，所以很难确定哪一个正确。  

## 《巩金瓯》
1911年10月4日（宣统三年八月十三日）清政府“谕旨颁行”了中国历史上第一首正式国歌《巩金瓯》，严复作词，名义上溥侗谱曲，曲谱实际来自康熙时期的皇室音乐，郭曾炘修訂。歌詞是文言文。
| 鞏金甌，承天幬，民物欣鳧藻， 喜同袍，清時幸遭。 真熙皞，帝國蒼穹保， 天高高，海滔滔。 |

## 外部連結
- 中國歷代國歌，演奏及演唱 （页面存档备份，存于）
- 《頌龍旗》演唱版 （页面存档备份，存于）
- 《巩金瓯》演唱版 （页面存档备份，存于），YouTube